# Styrsö landskommun
Styrsö landskommun var en tidigare kommun i dåvarande Göteborgs och Bohus län.

## Administrativ historik
När 1862 års kommunalförordningar började gälla inrättades denna kommun i Styrsö socken i Askims härad i Västergötland.
Den landsomfattande kommunreformen 1952 påverkade inte Styrsö, vilken kvarstod som egen kommun fram till 1974, då ögruppen i sin helhet införlivades med Göteborgs kommun. Där utgör området ett stadsdelsnämndsområde, numera kallat Södra skärgården.
Ett antal municipalsamhällen fanns inom kommunen. Dessa var Asperö municipalsamhälle (3 september 1915–31 december 1959), Brännö municipalsamhälle (1 december 1912– 31 december 1922), Donsö municipalsamhälle (1 december 1911–31 december 1959), Styrsö municipalsamhälle (4 maj 1923– 31 december 1959) och Vrångö municipalsamhälle (3 september 1915–31 december 1959).
Kommunkoden 1952–70 var 1406.

### Kyrklig tillhörighet
I kyrkligt hänseende tillhörde kommunen Styrsö församling.

## Geografi
Styrsö landskommun omfattade den 1 januari 1952 en areal av 23,94 km², varav 23,52 km² land.

### Tätorter i kommunen 1960
| Tätort | Folkmängd |
| ------ | --------- |
| Donsö  | 1 099     |
| Styrsö | 890       |
| Vrångö | 327       |

Tätortsgraden i kommunen var den 1 november 1960 84,9 procent.

## Politik

### Mandatfördelning i valen 1938–1970
| 3 | 22 |

| 25 |

| 3 | 22 |

| 25 |

| 3 | 22 |

| 25 |

| 3 | 17 | 5 |

| 25 |

| 2 | 14 | 7 | 2 |

| 25 |

| 25 |

| 25 |

| 25 |

| 25 |

| 5 | 14 |  | 5 |

| 25 |

| 2 | 27 | 2 |

| 31 |